# Barra do Garças
Barra do Garças là một đô thị thuộc bang Mato Grosso, Brasil. Đô thị này có diện tích 9141,841 km², dân số năm 2007 là 53243 người, mật độ 5,82 người/km².